# فلونوکساپروفن
فلونوکساپروفن(به انگلیسی: Flunoxaprofen)، همچنین به عنوان پریاکسیم نیز شناخته می‌شود، یک داروی ضد التهابی غیر استروئیدی(NSAID) کایرال است. این ترکیب ارتباط نزدیکی با ناپروکسن دارد که یک NSAID است. مشخص شده‌است که فلونوکساپروفن به‌طور قابل توجهی علائم آرتروز و روماتیسم مفصلی را بهبود می‌بخشد. استفاده بالینی از فلونوکساپروفن به دلیل نگرانی از سمیت کبدی بالقوه، متوقف شده‌است.